# Stenaoplus atricinctus
Stenaoplus atricinctus är en stekelart som först beskrevs av Morley 1919.  Stenaoplus atricinctus ingår i släktet Stenaoplus och familjen brokparasitsteklar. Inga underarter finns listade i Catalogue of Life.